# 77 (số)
77 (bảy mươi bảy) là một số tự nhiên ngay sau 76 và ngay trước 78.